# Adidas в СССР

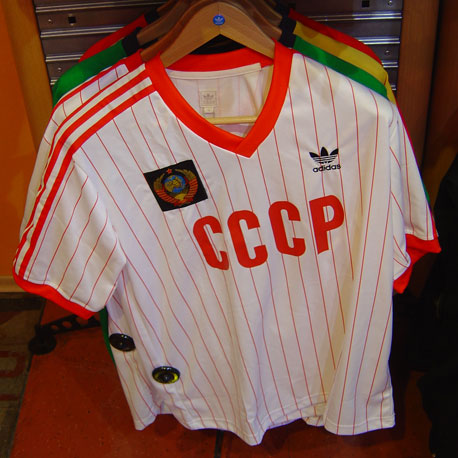
Футболка сборной СССР по футболу в 1980-е годы

Продукция компании Adidas в СССР впервые появилась в 1950-е годы, однако на начальном этапе она была доступна исключительно ведущим спортсменам. Официальное сотрудничество между западногерманской компанией и Советским Союзом началось в 1972 году и предусматривало поставки спортивной экипировки для сборных, выступавших на международных соревнованиях. В 1970—1980-е годы в СССР сформировался образ продукции Adidas как одного из символа статусных и качественных импортных товаров.
В 1978 году для организации лицензионного производства обуви Adidas в СССР была приобретена соответствующая лицензия. Первоначально выпуск был налажен в Москве, а в последующие годы — и в других городах Советского Союза. К 1981 году объём производства достигал 360 тысяч пар обуви в год.
Накануне проведения Олимпийских игр 1980 года в Москве компания Adidas получила статус официального поставщика соревнований, что сыграло значительную роль в популяризации спортивного стиля одежды среди советских граждан, включая увеличение популярности кроссовок.

## История

### Появление в СССР
Продукция западногерманской компании Adidas впервые появилась в СССР в сталинскую эпоху, однако в этот период она была доступна исключительно самым известным спортсменам, представлявшим страну на международных соревнованиях. Одной из первых этот бренд в СССР использовала олимпийская чемпионка 1952 года по метанию диска Нина Пономарёва, вспоминавшая впоследствии следующее: «Я древняя настолько, что мне сам Ади Дасслер мерку с ноги снимал в Хельсинки, чтобы сделать обувь».

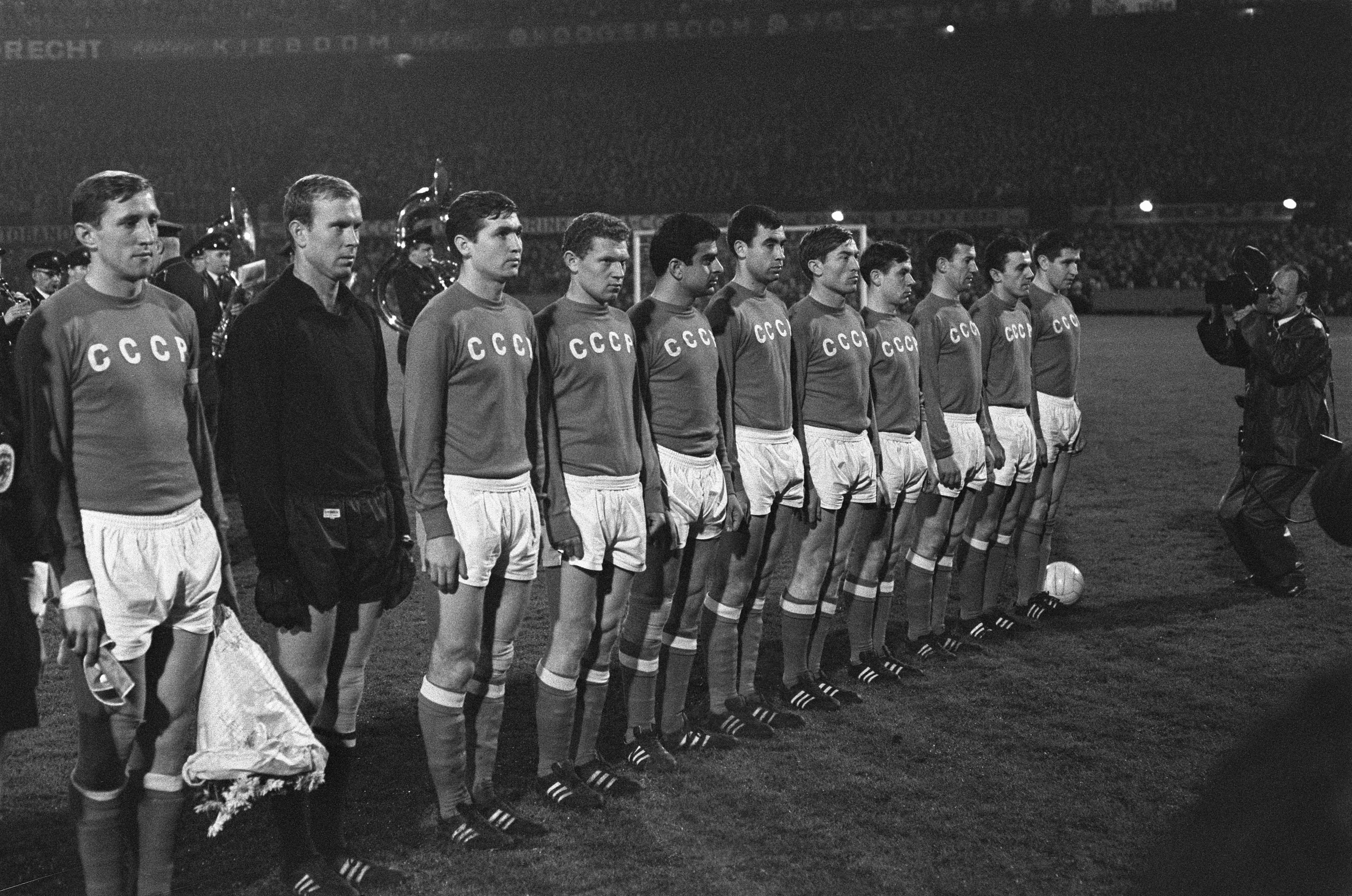
Футбольная сборная СССР в 1967 году

С начала «хрущёвской оттепели» СССР одобрил регулярные закупки спортивной экипировки у Adidas для нужд различных сборных. В 1960-х годах в стране появились спортивные костюмы, по дизайну напоминавшие продукцию немецкой марки, выполненные в красных и синих цветах.
Широкая известность бренда среди советских граждан началась в 1970-х годах. Существенную роль в этом сыграли спортивные телепередачи, такие как «Делай с нами, делай, как мы, делай лучше нас!» (ГДР), поддерживаемые Олимпийским комитетом ГДР и допущенные к трансляции в СССР.
Политбюро ЦК КПСС официально одобрило сотрудничество с западногерманской компанией Adidas накануне летних Олимпийских игр 1972 года в Мюнхене. Именно с этого момента символика бренда — в частности, логотип в виде трилистника — стала регулярно появляться на форме сборных команд СССР. В дальнейшем экипировка Adidas стала использоваться и ведущими спортивными клубами страны. Именно в этот период продукция компании adidas начала закрепляться в массовом сознании советских жителей как один из символов статусных и качественных импортных товаров, а также олицетворяя принадлежность к западной культуре.

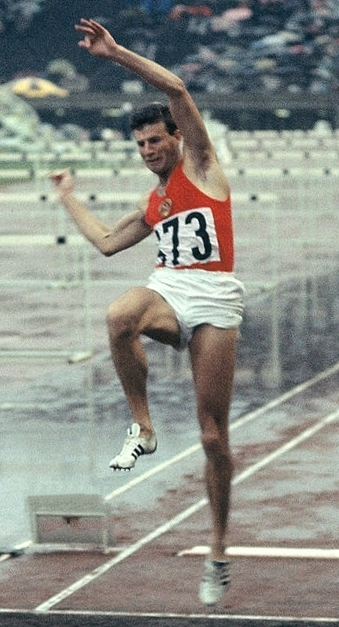
Игорь Тер-Ованесян

Согласно данным Центрального комитета КПСС, вплоть до 1975 года Спорткомитет СССР ежегодно приобретал у Adidas обувь и отдельные виды спортивной формы на сумму до 70 тысяч рублей для сборных по различным видам спорта. Основную часть закупок у компании Adidas составляла современная спортивная обувь. Спортивным руководством это обосновывалось тем, что «отечественное производство ввиду отсутствия опыта, специальных химических материалов, искусственных кож, оборудования и т. д. в настоящее время не готово к выпуску конкурентоспособной спортивной обуви».
Во второй половине 1970-х годов советское руководство приступило к установлению официальных коммерческих отношений с компанией Adidas. Начиная с 1976 года фирма поставляла определённое количество своей продукции дополнительно, в качестве компенсации за размещение рекламы. В 1979 году Спорткомитет СССР заключил с Adidas соглашение о поставках спортивной формы для сборных команд по 11 видам спорта. Общая стоимость контракта оценивалась в 300 тысяч рублей в год.

### Производство Adidas в СССР
В 1978 году для московского экспериментального комбината спортивных изделий «Спорт» у Adidas была приобретена лицензия на выпуск кроссовок, а также обуви для футбола и лёгкой атлетики. Советский Союз стал 20-й страной, на территории которой осуществлялось лицензионное производство обуви компании Adidas. В соответствии с условиями соглашения, заключённого с советской стороной, часть продукции, выпускаемой на московском предприятии, предназначалась для экспорта. На момент подписания контракта объём обуви, подлежащей выкупу компанией Adidas, составлял 15 % от общего годового объёма производства.
Общая стоимость соглашения, заключённого в 1978 году, оценивалась в 2,2 млн рублей. В данную сумму входила стоимость лицензии — 1 миллион рублей, а также оборудование стоимостью чуть более 1 миллиона рублей, химическое сырьё и прочие необходимые материалы, которые советская сторона была вынуждена закупать в ФРГ.
Согласно записке Спорткомитета, при выборе сырья для нового производства было допущено к испытаниям лишь семь видов искусственных материалов, выпускавшихся в СССР, из которых только два признаны пригодными для изготовления обуви требуемого качества. Некоторые компоненты, в том числе термопластичный полиуретан, используемый для подошв, в СССР не производились; согласно документу, запуск его производства Министерством химической промышленности СССР не планировался в течение ближайших десяти лет. В 1980 году на закупку химического сырья и материалов было предусмотрено выделение 660 тысяч рублей, а в 1981 году — 1 миллион рублей при предполагаемом объёме производства в 360 тысяч пар обуви в год.

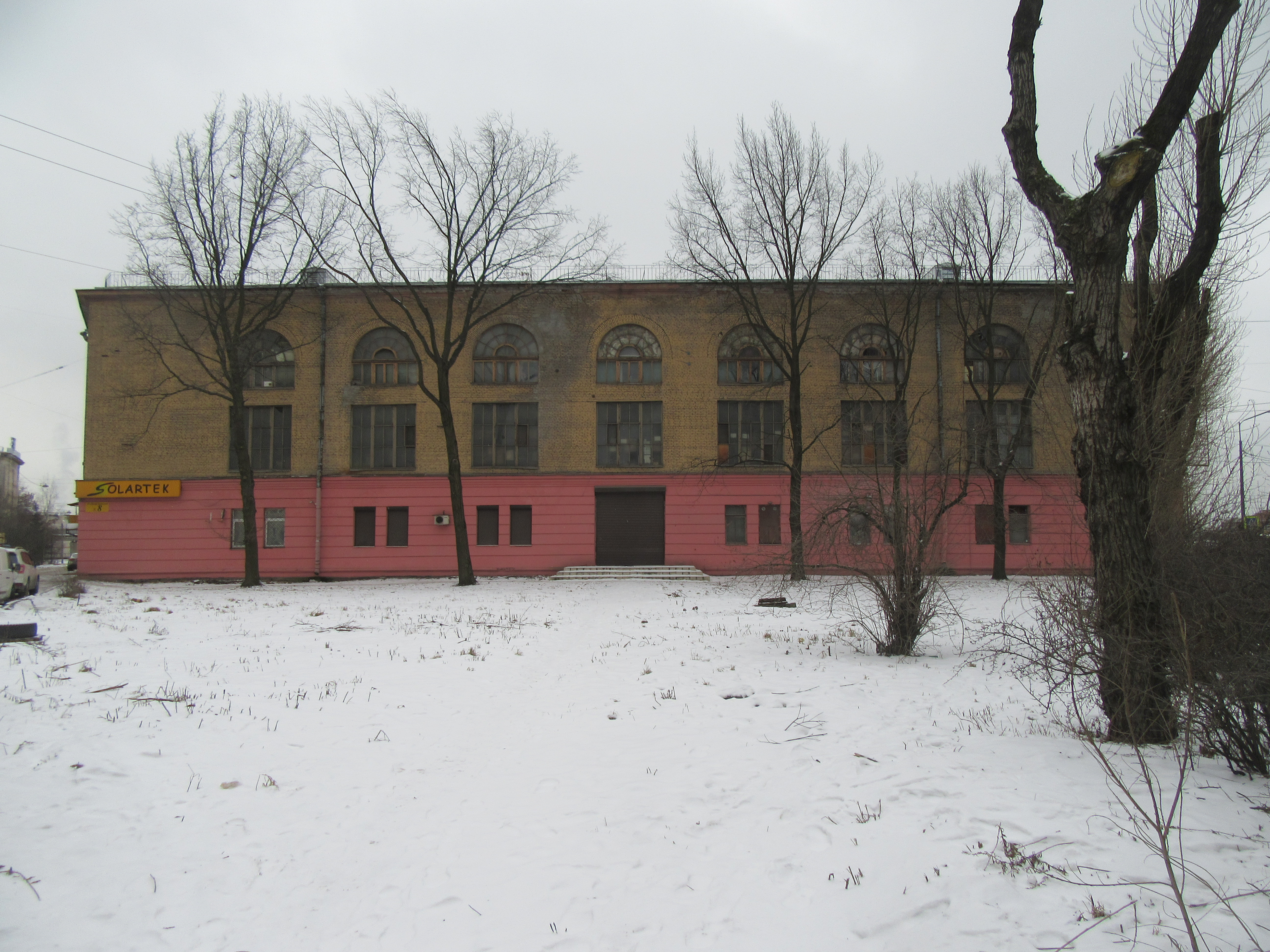
Завод «Спорт» в Санкт-Петербурге

В течение нескольких лет после начала лицензионного производства обуви Adidas в СССР были открыты дополнительные производственные линии в ряде других городов страны. По воспоминаниям работников фабрики в Армении, немецкая сторона не только поставляла необходимое оборудование и материалы, отсутствовавшие в СССР, но и контролировала кадровую политику с целью обеспечения высокого качества продукции. Миша Улиханян, директор Егвардской фабрики спортивной обуви, с 1985 года выпускавшей лицензионную продукцию Adidas, отмечал, что немецкая сторона принимала на работу преимущественно молодых девушек в возрасте до 23 лет, строго исключая кандидаток старше этого возраста. При этом предъявлялось требование, чтобы у новых работников не было предыдущего опыта работы и специального образования в обувной отрасли. Для повышения квалификации как советские специалисты, так и молодые работники проходили обучение в штаб-квартире компании в Херцогенаурахе.
Одной из самых популярных моделей спортивной обуви, производившейся в СССР, стала адаптация кроссовок Gazelle. Эта модель выпускалась в нескольких вариантах расцветки и сохраняла узнаваемые три полоски по бокам, однако фирменная символика была изменена, а вместо надписи adidas на обуви появилось слово «Москва».
Согласно первоначальным планам, московский комбинат «Спорт» должен был выпускать 21 модель обуви Adidas, включая бутсы, беговую обувь и кроссовки. Начиная с 1987 года, на предприятии применялись четыре вида подошв для спортивной обуви, которые сочетались с различными типами верхних материалов. В частности, подошвы из коричневой прозрачной резины типа Т-5 использовались в моделях «Волейбол», «Рапира», «Тренинг» и «Универсал».

### Олимпийский контракт

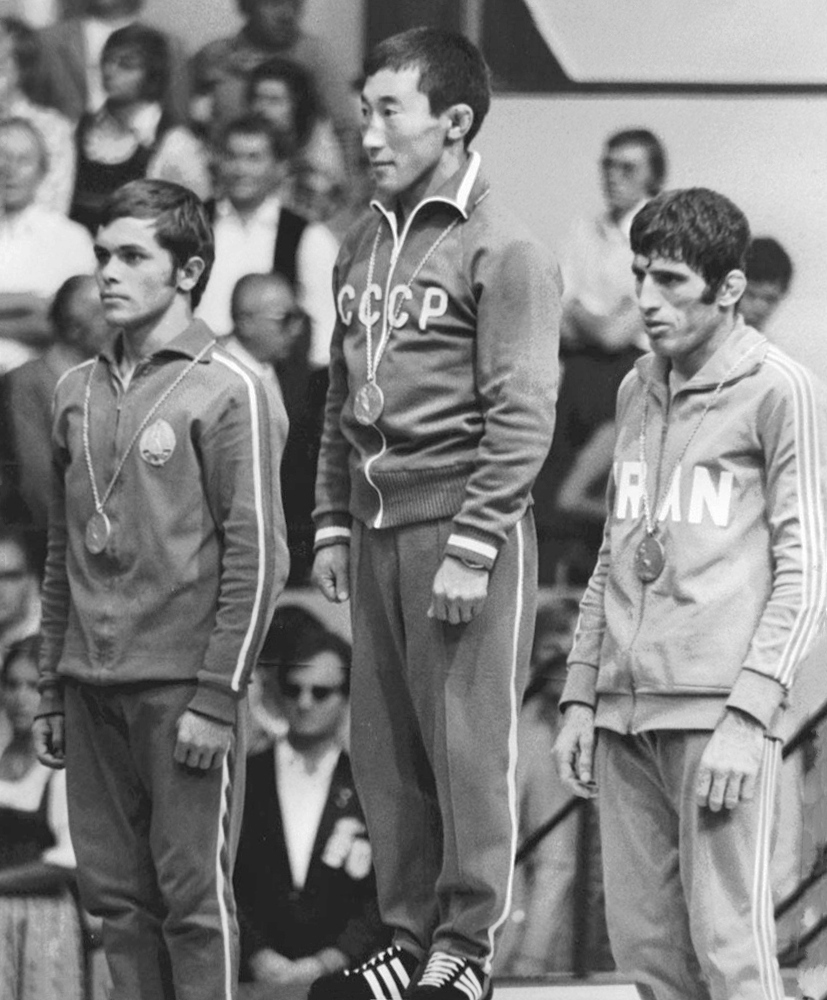
Роман Дмитриев

В преддверии Олимпийских игр 1980 года в Москве компания Adidas проявляла заинтересованность в получении статуса официального поставщика соревнований, который впоследствии был ей предоставлен. Для получение контракта на Олимпиаде 1976 года в Монреале представители Adidas выказывали повышенное внимание к советской делегации. В частности, для председателя Спорткомитета СССР Сергея Павлова была организована неофициальная частная экскурсия к Ниагарскому водопаду.
Советские спортивные чиновники осуществляли взаимодействие не с главным немецким подразделением компании Adidas, а с её французским филиалом, представлявшим собой фактически автономную структуру под руководством Хорста Дасслера, сына основателя компании Адольфа Дасслера. Именно с французским отделением Adidas был заключён контракт Оргкомитета московской Олипиады. В рамках соглашения фирме было предоставлено право называться официальным поставщиком Игр в обмен на поставку униформы для обслуживающего персонала на сумму 2,5 млн долларов США. Кроме того, компания обязалась перечислять 5 % от продаж продукции, маркированной официальной символикой Олимпиады-80. Хорст Дасслер фактически исполнял функции неформального внешнеполитического консультанта советской стороны в период международной напряжённости, связанной с угрозой бойкота Игр, и предоставлял информацию о настроениях в зарубежных государствах.
Проведение Олимпиады 1980 в Москве способствовало массовому увлечению спортивным стилем одежды в СССР, включая значительное увеличение популярности кроссовок.

### Дальнейшее сотрудничество
Массовые поставки продукции компании Adidas в Советский Союз продолжались до 1988 года — момента завершения действия официального соглашения.
Продукция Adidas появлялась в ряде советских фильмов, таких как: «Влюблён по собственному желанию» (1982), «Спортлото-82» (1982), «Каникулы Петрова и Васечкина, обыкновенные и невероятные» (1984), «Курьер» (1986), «Игла» (1988), «Куколка» (1988), «Футболист» (1990) и «Я объявляю вам войну» (1990).
В 1989 году на обложке журнала «Крокодил» вышла карикатура Виктора Боковни (1987) высмеивающая противоречия советской экономики: вперёд мчится розовощёкий «Рапорт», за ним из последних сил бегут «План» и умирающее «Качество», подчёркивая разрыв между показной отчётностью и реальным состоянием дел. При этом показательно, что именно «Рапорт» карикатурист изобразил в кедах с тремя полосками и трилистником компании Adidas.

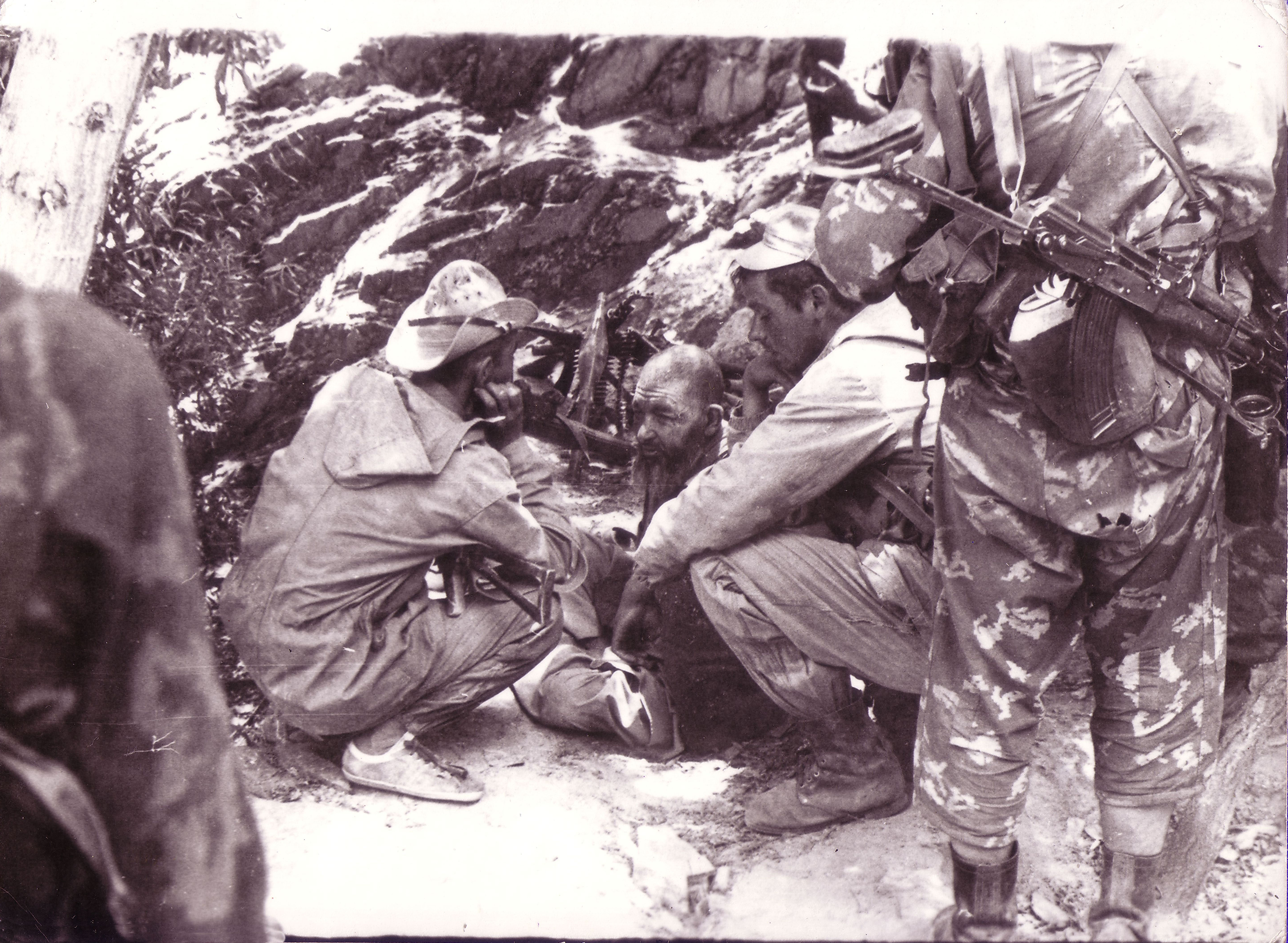
Советский военный в кедах (слева)

Во время войны в Афганистане, в связи с неудобством стандартной армейской обуви в условиях гористой местности, советским военнослужащим подразделений ВДВ и спецназа было разрешено использовать более лёгкую и универсальную обувь, адаптированную к специфике региона. В результате значительной популярностью среди бойцов пользовались кроссовки «Москва» — советская адаптация модели Gazelle, отличавшаяся комфортом, гибкостью и меньшим весом по сравнению с традиционными военными ботинками.

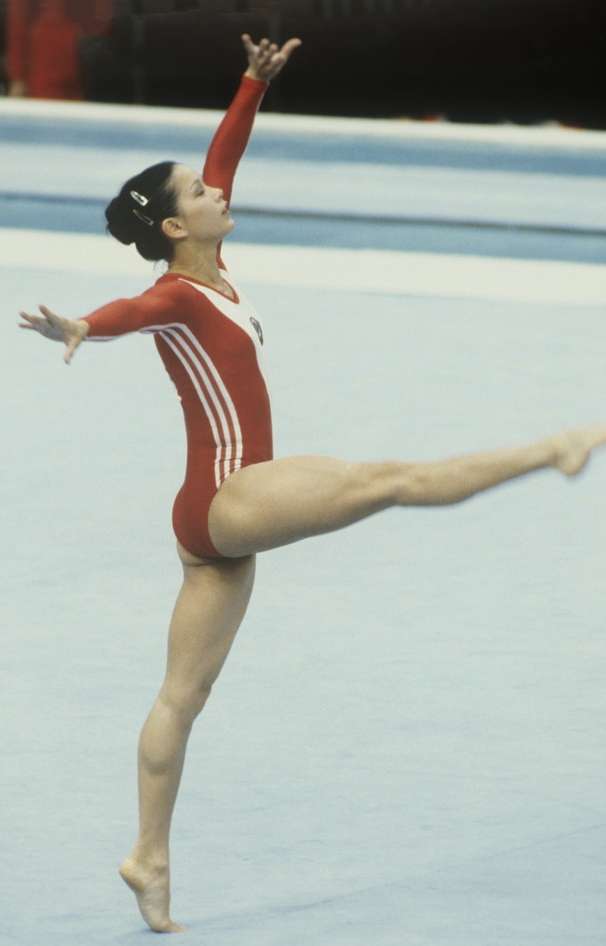
Нелли Ким

В 1980-е годы компания Adidas всё активнее стремилась придать сотрудничеству с СССР эксклюзивный характер, что вызывало ряд затруднений как идеологического, так и технического плана. В условиях начавшейся перестройки особенно остро стал вопрос о праве спортсменов заключать индивидуальные контракты, подобно практике, распространённой в западных странах, в противовес традиционной в СССР системе коллективных соглашений. К концу десятилетия всё чаще фиксировались жалобы легкоатлетов на качество предоставляемой обуви от официального экипировщика — её технические характеристики зачастую не соответствовали индивидуальным требованиям спортсменов. В 1990—1991 годах журнал «Лёгкая атлетика» опубликовал ряд материалов, в которых подробно рассматривались подобные случаи, а действующее соглашение с Adidas характеризовалось как «кабальное».
В декабре 1990 года Федерация футбола СССР подписала контракт с компанией Adidas, согласно которому 12 советских сборных должны были выступать в экипировке данного бренда. В рамках соглашения Adidas также обязался ежегодно выплачивать 300 тысяч немецких марок в качестве компенсации за право рекламировать свою продукцию.
Согласно исследованию, проведённому в 1991 году американской консалтинговой компанией Landor Associates, Adidas входил в число наиболее узнаваемых советскими жителями мировых брендов, уступая по степени известности лишь таким корпорациям, как Sony и Mercedes-Benz.
Накануне распада СССР у компании Adidas возник конфликт с бывшими советскими контрагентами. В соответствии с ранее заключённым соглашением, Совет министров СССР обязался выплатить Adidas 2,4 миллиона немецких марок в счёт оплаты за комплектующие, поставляемые для производства спортивной обуви на советских предприятиях по технологиям компании. В свою очередь, adidas должен был перечислить советской стороне 1,7 миллиона марок за произведённую обувь, полученную с этих же предприятий.
После упразднения Совмина СССР возник правовой вакуум, в результате которого обязательства перед Adidas не были выполнены, и средства не были перечислены. В ответ на это компания отказалась выплатить 800 тысяч долларов, предусмотренных для поддержки Олимпийской команды на зимних Играх 1992 года в Альбервиле, что поставило поездку олимпийской команды под угрозу срыва.